# Cryptocheiridium salomonense
Cryptocheiridium salomonense är en spindeldjursart som beskrevs av Beier 1970. Cryptocheiridium salomonense ingår i släktet Cryptocheiridium och familjen dvärgklokrypare. Inga underarter finns listade i Catalogue of Life.